# Sergio Leone

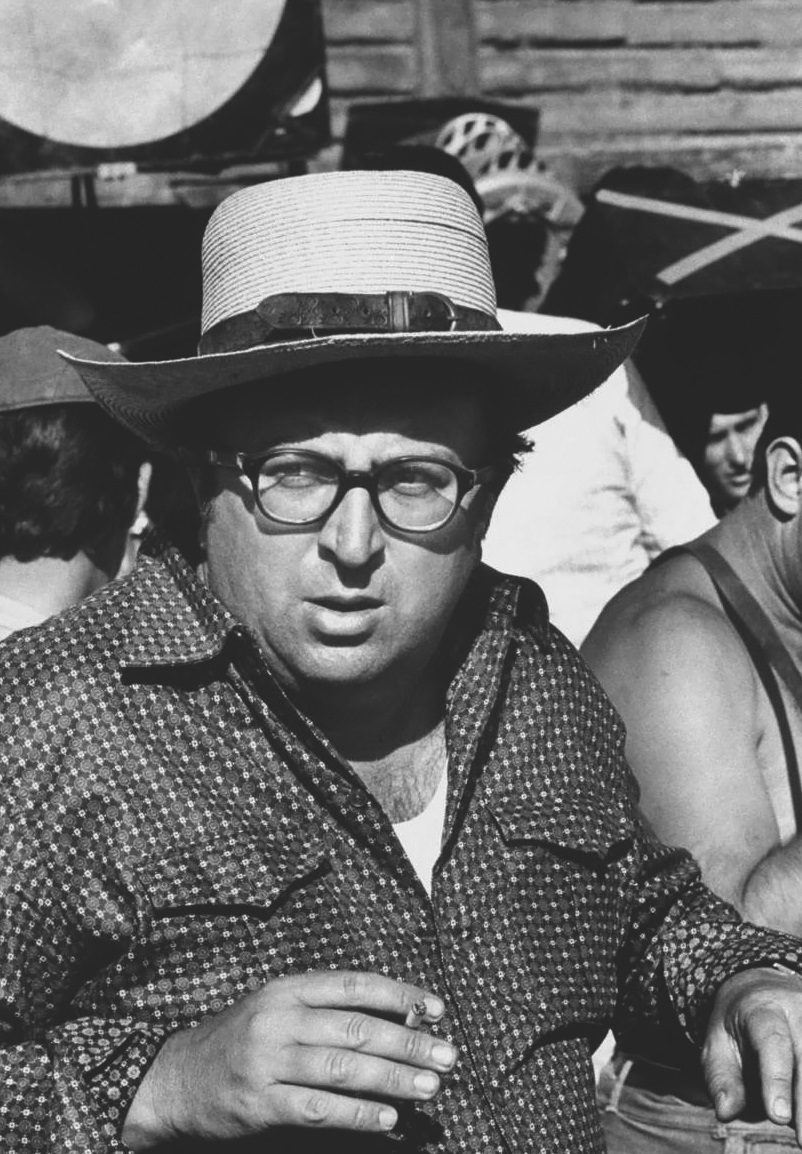
Sergio Leone (1975)

Sergio Leone (tiếng Ý: [ˈsɛrdʒo leˈoːne]; sinh ngày 3 tháng 1 năm 1929 – mất ngày 30 tháng 4 năm 1989) là một đạo diễn phim, nhà sản xuất phim và nhà biên kịch phim người Ý, được biết đến chủ yếu với thể loại "Phim Cao bồi Ý".
Phong cách làm phim của Leone là kết hợp giữa quay cận cảnh và quay viễn cảnh. Các bộ phim nổi tiếng của ông gồm The Last Days of Pompeii, The Colossus of Rhodes, Bộ ba phim Dollars (A Fistful of Dollars, For a Few Dollars More và The Good, the Bad and the Ugly), Once Upon a Time in the West, Duck, You Sucker! và Once Upon a Time in America.

## Sự nghiệp điện ảnh
| Năm  | Tựa đề tiếng Anh                                                                                          | Tựa đề tiếng Ý                  | Ghi chú |
| ---- | --- | ------------------------------- | --- |
| 1959 | The Last Days of Pompeii                                                                                  | Gli Ultimi Giorni di Pompei     | Mario Bonnard là đạo diễn được ghi danh; Leone là trợ lý đạo diễn và được cho là nắm toàn quyền với bộ phim khi Bonnard ốm nặng trong quá trình sản xuất. |
| 1961 | The Colossus of Rhodes                                                                                    | Il Colosso di Rodi              | Phim đầu tay |
| 1964 | A Fistful of Dollars                                                                                      | Per un Pugno di Dollari         | Phần đầu của Bộ ba phim Dollars |
| 1965 | For a Few Dollars More                                                                                    | Per Qualche Dollaro in Più      | Phần hai của Bộ ba phim Dollars |
| 1966 | The Good, the Bad and the Ugly                                                                            | Il Buono, il Brutto, il Cattivo | Phần ba của Bộ ba phim Dollars |
| 1968 | Once Upon a Time in the West                                                                              | C'era una volta il West         | |
| 1971 | Duck, You Sucker! (còn biết đến với tên gọi A Fistful of Dynamite hay Once Upon a Time... the Revolution) | Giù la Testa                    | Phim miền Tây cuối cùng ông được ghi danh |
| 1973 | My Name is Nobody                                                                                         | Il Mio Nome è Nessuno           | Nhà sản xuất, đồng đạo diễn không được ghi danh |
| 1975 | A Genius, Two Partners and a Dupe                                                                         | Un Genio, Due Compari, un Pollo | Nhà sản xuất, đồng đạo diễn không được ghi danh; Bộ phim miền Tây cuối cùng của ông                                                                       |
| 1984 | Once Upon a Time in America                                                                               | C'era una Volta in America      | Bộ phim cuối cùng của ông |

### Kịch bản
- 1958: Afrodite, dea dell'amore
- 1959: The Last Days of Pompeii
- 1959: Nel Segno di Roma
- 1961: Le Sette Sfide
- 1961: Romolo e Remo
- 1961: Il Colosso di Rodi
- 1964: A Fistful of Dollars
- 1964: Slave Girls of Sheba
- 1965: For a Few Dollars More
- 1966: The Good, the Bad and the Ugly
- 1968: Once Upon a Time in the West
- 1971: Duck, You Sucker!
- 1975: A Genius, Two Partners and a Dupe
- 1984: Once Upon a Time in America
- 1986: Troppo forte

### Trợ lý đạo diễn hoặc đạo diễn bộ phận thứ hai
- 1946: Rigoletto
- 1948: Bicycle Thieves
- 1948: La Legenda di Faust
- 1949: Fabiola
- 1949: Ill Trovatore
- 1950: Taxi di Notte
- 1950: Il Voto
- 1950: Il Brigante Musolino
- 1951: Quo Vadis
- 1952: I tre corsari
- 1952: Jolanda, la figlia del Corsaro Nero
- 1952: Ill folle di Maracharo
- 1953: L'uomo, la bestia e la virtù
- 1953: La Tratta delle bianche
- 1953: Frine, cortigiana d'Oriente
- 1954: Tradita
- 1954: Of Life and Love
- 1955: La Ladra
- 1956: Mi permette Babbo !
- 1957: Il Maestro
- 1958: Afrodite, dea dell'amore
- 1959: La legge mi incolpa
- 1959: Il figlio del corsaro rosso
- 1959: Ben-Hur
- 1962: Sodom and Gomorrah